# Fidel Sporer

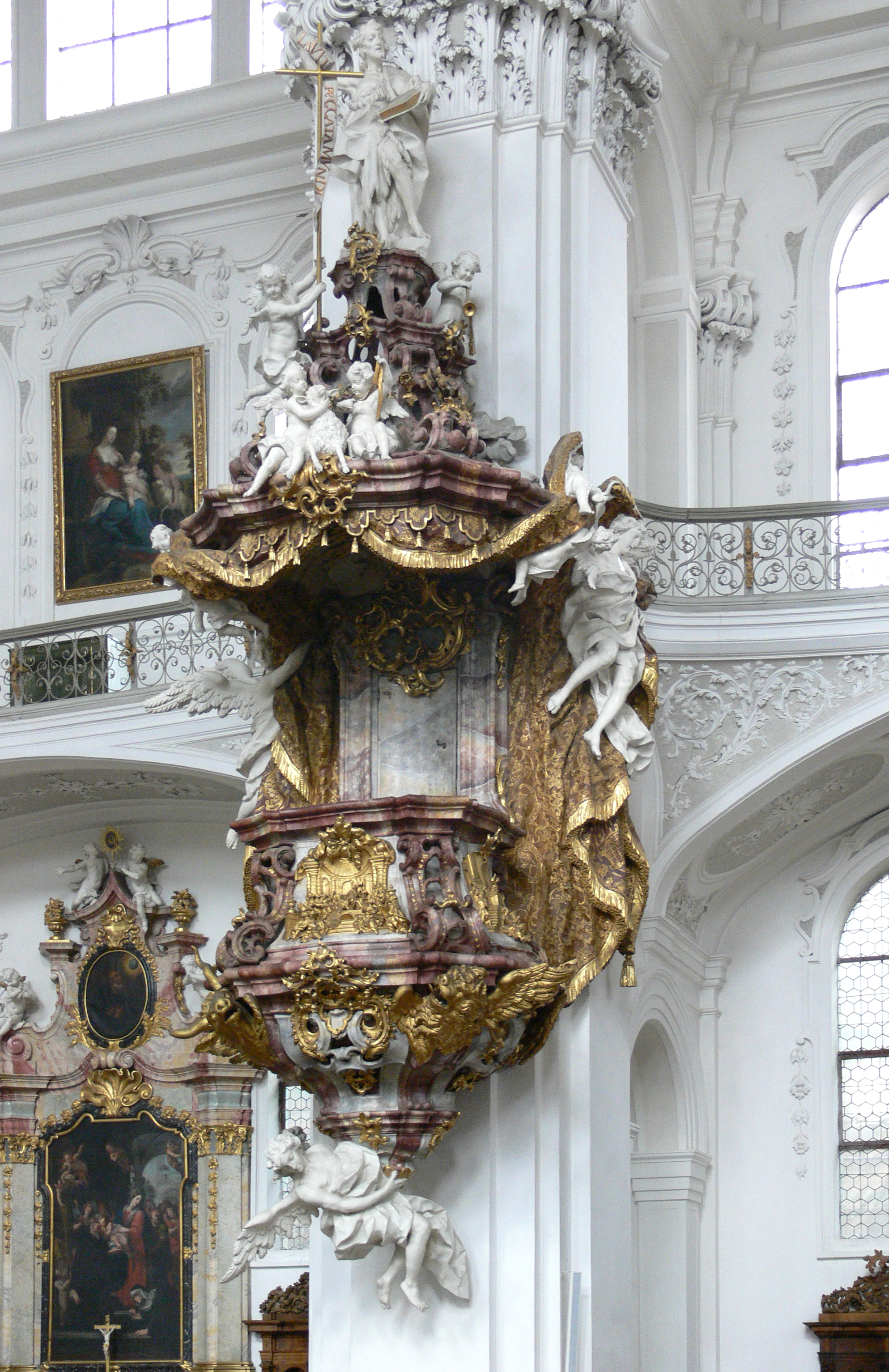
Kanzel in der Basilika St. Martin, Weingarten

Fidel Sporer (* 1731 in Altdorf, heute Weingarten (Württemberg); † 1811 in Gebweiler, Elsass) war ein deutscher Bildhauer des Rokoko.

## Leben
Sporer stammte aus einer Altdorfer Strumpfstricker-Familie und wurde 1762 mit dem Bau einer Kanzel für die Klosterkirche St. Martin und Oswald der Abtei Weingarten bekannt. Bei der Vergabe setzte er sich mit einem Entwurf, den die Kunstgeschichte zu den interessantesten Formfindungen des 18. Jahrhunderts zählt, gegen den bereits etablierten Bildhauer Joseph Anton Feuchtmayer (anderen Quellen zufolge gegen Franz Schmuzer) durch und wurde somit zum einzigen einheimischen Künstler, der in der Weingartener Klosterkirche vertreten ist. Das Vertragsmodell für die Kanzel aus gebranntem Ton wird in der Skulpturensammlung in Berlin aufbewahrt.
Nach diesem ersten großen Auftrag schuf Sporer Altäre im St. Galler Münster und die Figurengruppen der Irrlehrer und Kirchenlehrer im Bibliothekssaal des Klosters Schussenried (1764–1766). Für die Pfarrkirche St. Mariä Himmelfahrt im Ehrenkirchener Ortsteil Kirchhofen schuf er Figuren von Petrus und Paulus sowie weiteren Schmuck für den Altar, dessen Entwurf Johann Christian Wentzinger zugeschrieben wird.
Ebenfalls gestaltete er 1780 eine Kanzel in der Klosterkirche von Ulm-Wiblingen.
Sporer gelangte schließlich nach Guebwiller im Elsass, wo er die neue Stiftskirche in frühklassizistischem Stil ausstattete.
Fidel Sporer war verheiratet mit Helene Sporer und Vater von  drei Kindern namens Rupert, Helena und Joseph.
Zu seinen Ehren wurde im Weingartener Stadtteil Blumenau eine Straße nach Fidel Sporer benannt.